# サラヴァト
座標: 北緯53度22分00秒 東経55度56分00秒 / 北緯53.36667度 東経55.93333度

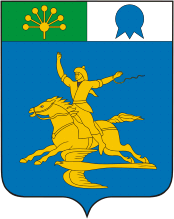
サラヴァトの市章

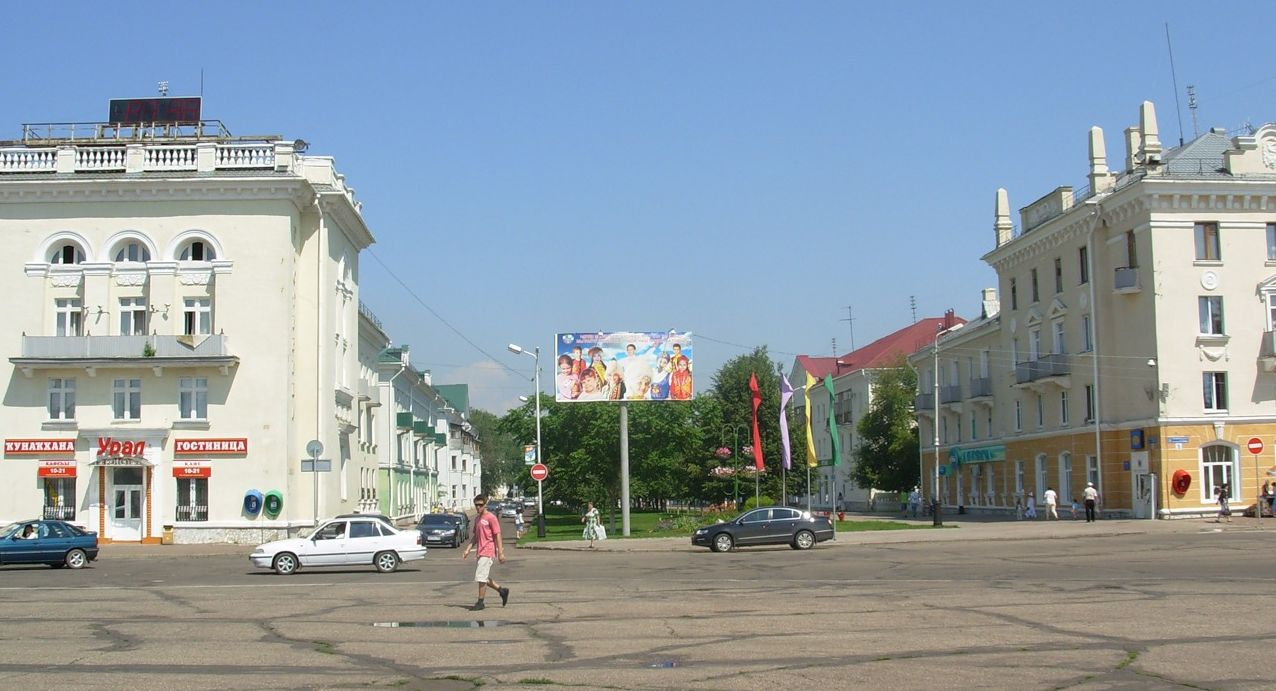
サラヴァトの町並み

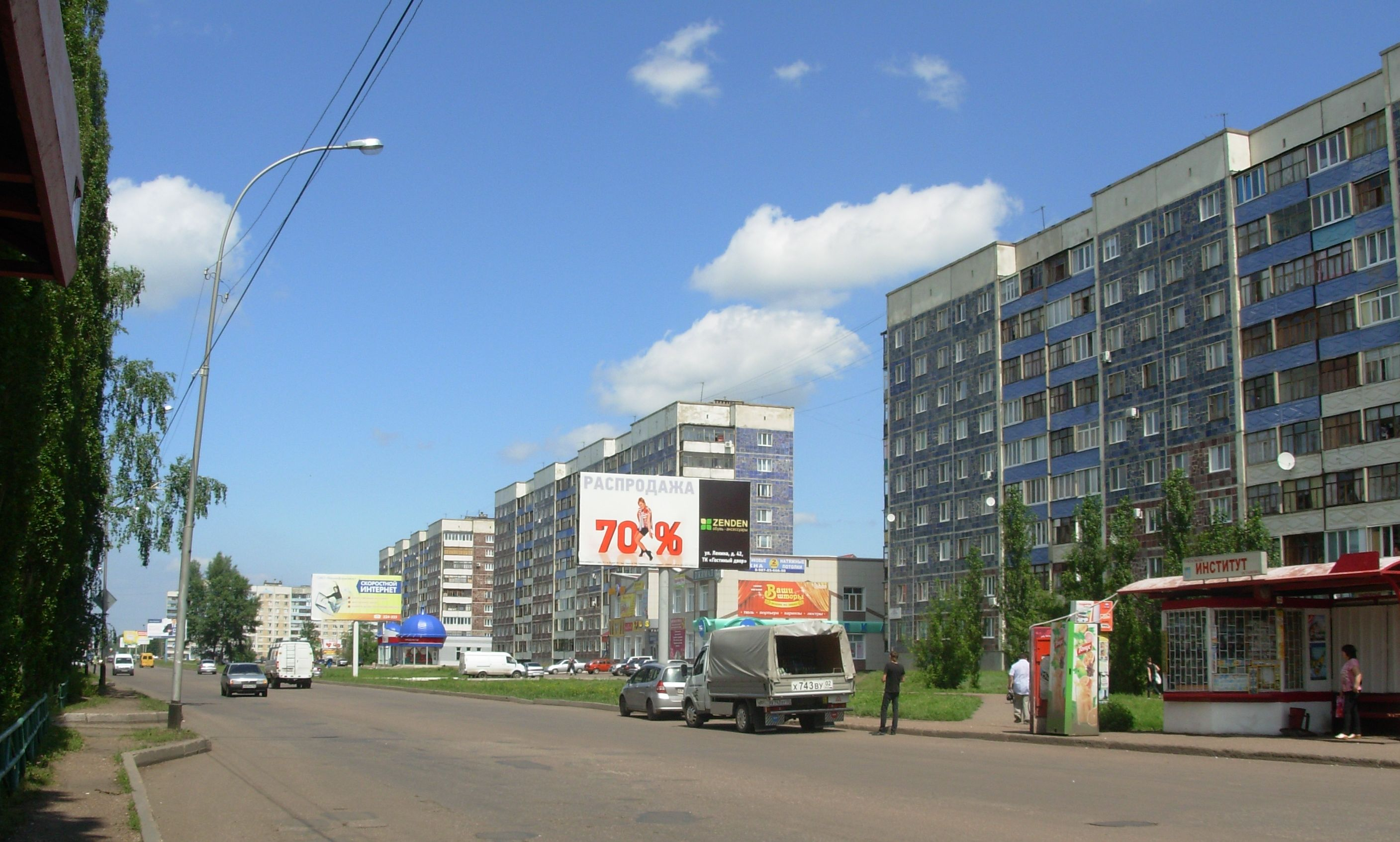
サラヴァトの町並み

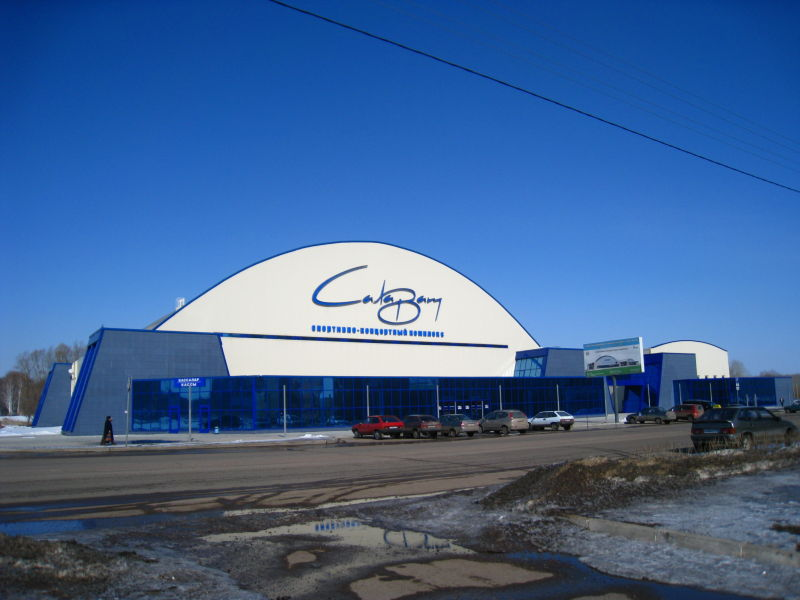
サラヴァトの体育館・コンサート会場

サラヴァト（サラバト、ロシア語: Салават、ラテン文字表記の例: Salavat,  バシキール語: Салауат, Salauat, タタール語: Салават, Salavat）は、ロシアのウラル山脈の西側にあるバシコルトスタン共和国にある都市。人口は14万8575人（2021年）。
ウラル山脈南部の西麓（ヨーロッパ側）に位置する。ヴォルガ川水系の大きな支流であるベラヤ川の左岸に街がある。バシコルトスタン共和国の首都ウファからは南に180キロメートル離れており、共和国の中でも南寄りにある。最寄りの町は11キロメートル北東にあるイシンバイと30キロメートル北にあるステルリタマク。

## 歴史
サラヴァトは、1948年に付近で採掘される原油の精製と石油化学製品の生産を行うコンビナートの建設に伴って作られた集落である。その中にはこの地に労働のために送られた囚人などもいた。1954年には市の地位を得た。市の名前はバシキール人の英雄、サラヴァト・ユラーエフにちなんで名づけられた。市の紋章にも下部にサラヴァトが描かれ、上右部には石油工業を象徴するガスタンクが描かれている。

## 経済・交通
サラヴァトはロシアにおける化学工業の重要都市である。かつての石油化学コンビナート、現在のガスプロム・ネフチェヒム・サラヴァト社が最も重要な雇用主であり、原油から各種燃料や化学製品を生産している。この工場は石油パイプラインでバシコルトスタン各地の油田やオレンブルク州からも原油や天然ガスを送られている。その他の産業には冶金工業、ガラス工業、繊維工業などがある。
サラヴァトはウファとオレンブルクを結ぶ幹線道路に沿っており、並行して鉄道も走っている。1957年には市内に路面電車（サラヴァト市電）が開通した。